# Dos veces breve
Dos veces breve va ser una revista de còmics dirigida per José Vicente Galadí sota el segell cordovès Ariadna Editorial entre 2002 i 2011, amb 24 números publicats i dues èpoques diferenciades:

## Primera època: 2002
Va constar de només 3 números.

## Segona època: 2003-2011
La revista va mantenir un format de 29,5 x 21 cm. i 52 pàgines, amb 16 a color, i va presentar diversos números monogràfics.
Va comptar el suport econòmic de la Conselleria de Cultura de la Junta d'Andalusia i incloïa còmics d'autors cordovesos com: El Bute, Raúlo Cáceres, Pepe Farrup, Andrés G. Leiva o Rafa Infantes, que també col·laboraven en l'altra revista de còmics local, Killer Toons. Va presentar també l'obra de destacats autors del cómic espanyol com: Raquel Alzate, Sergio García, Lorenzo Gómez, José Luis Munuera, Ken Niimura, Sonia Pulido, David Rubín, Kenny Ruiz, Fermín Solís o Santiago Valenzuela.

### Números
| Dos veces breve nº1                      | Dos veces breve nº1 | Dos veces breve nº1 | Dos veces breve nº1 |
| Obra                                     | Guió                | Il·lustració        |                     |
| ---------------------------------------- | ------------------- | ------------------- | ------------------- |
| Papeles en blanco                        | Enrique Bonet       | Enrique Bonet       |                     |
| 5 escenas de amor en 1 restaurante chino | Lorenzo Gómez       | Lorenzo Gómez       |                     |
| Vías muertas                             | Jorge García        | Miguel A. Díez      |                     |
| El intruso                               | Esther              | Raulo Gómez         |                     |
| Las garras de la mariposa                | Jorge Zentner       | Sergio Mora         |                     |
| Omar el navegante “de cadenas y pájaros” | Pedro Rodríguez     | Pedro Rodríguez     |                     |
| Love is in the air                       | Calo                | Calo                |                     |
| Ana                                      | Sonia Pulido        | Rosita Canteras     |                     |
| El virginiano                            | Fermín Solís        | Fermín Solís        |                     |
| Almas bandoleras                         | Santos de Veracruz  | Santos de Veracruz  |                     |
| La hora                                  | Juan Berrio         | Juan Berrio         |                     |
| Una llamada equivocada                   | J. M. Ken Niimura   | J. M. Ken Niimura   |                     |

| Dos veces breve nº2 Especial Granada | Dos veces breve nº2 Especial Granada | Dos veces breve nº2 Especial Granada | Dos veces breve nº2 Especial Granada |
| Obra                                 | Guió                                 | Il·lustració                         |                                      |
| ------------------------------------ | ------------------------------------ | ------------------------------------ | ------------------------------------ |
| El muerto invisible                  | Enrique Bonet                        | Enrique Bonet                        |                                      |
| Pánico en el edén                    | Chema García                         | Chema García                         |                                      |
| Nocturno granaino                    | El Bute                              | El Bute                              |                                      |
| Miradas encontradas                  | Jab                                  | Jab                                  |                                      |
| Mobiliario urbano                    | Pedro J. Colombo                     | Pedro J. Colombo                     |                                      |
| Más que palabras                     | Kenny Ruiz                           | Kenny Ruiz                           |                                      |
| Como el perro y el gato              | Juan Díaz Canales                    | Juanjo Guarnido                      |                                      |
| Medio en la tumba… ¡¡o del todo!!    | Jean David Morvan                    | José Luis Munuera                    |                                      |
| El virginiano                        | Sergio García                        | Sergio García (Color Lola Moral)     |                                      |
| El nombre del olvido                 | Isacio Rodríguez                     | Francisco Peña                       |                                      |
| Meneíllos                            | Francis Porcel                       | Francis Porcel                       |                                      |
| La voz de los cielos                 | Alex Romero                          | Ricardo Cayena                       |                                      |
| Perdón de nuestras faltas            | Alex Romero                          | José Luis López Rubiño               |                                      |
| Sin título                           | Joaquín López Cruces                 | Joaquín López Cruces                 |                                      |
| El tonto de la pelota                | Juanfra Cabrera                      | Juanfra Cabrera                      |                                      |

| Dos veces breve nº3                      | Dos veces breve nº3                     | Dos veces breve nº3       | Dos veces breve nº3 |
| Obra                                     | Guió                                    | Il·lustració              |                     |
| ---------------------------------------- | --------------------------------------- | ------------------------- | ------------------- |
| Loreta                                   | Luis Durán                              | Luis Durán                |                     |
| Detrás de la barra                       | David Rubín                             | David Rubín               |                     |
| Galápagos                                | Joaquín Santiago                        | Joaquín Santiago          |                     |
| Tiempo de Marte                          | Jorge García                            | Andrés G. Leiva           |                     |
| Historia de dos ascensores               | Ken Niimura                             | Ken Niimura               |                     |
| En la oscuridad de la noche              | Basada en un fragmento de Alba Céspedes | Sonia Pulido Flores       |                     |
| E.T. El Extraterrenal                    | Pablo Velarde                           | Pablo Velarde             |                     |
| Una pequeña historia de trasfondo social | Israel Sánchez                          | Pepe Farruqo              |                     |
| Omar el navegante. A la deriva           | Pedro Rodríguez                         | Pedro Rodriguez           |                     |
| Gomina                                   | Esther                                  | Raúlo Cáceres             |                     |
| El niño del metro                        | Federico Pazos                          | Federico Pazos            |                     |
| Lorna Star                               | Esther Gili                             | Esther Gili               |                     |
| Su ronroneo tan dulce                    | Alexandre D'Averc                       | Gustavo Trigo             |                     |
| El tercer verso                          | Rafa Infantes                           | José Luis Martínez-Larraz |                     |

| Dos veces breve nº4 Especial Galicia         | Dos veces breve nº4 Especial Galicia | Dos veces breve nº4 Especial Galicia | Dos veces breve nº4 Especial Galicia |
| Obra                                         | Guió                                 | Il·lustració                         |                                      |
| -------------------------------------------- | ------------------------------------ | ------------------------------------ | ------------------------------------ |
| El club del medio pezón de Claudette Colbert | Carlos Portela                       | Fernando Iglesias                    |                                      |
| Último verano en Howard's Hills              | Víctor Rivas                         | Victor Rivas                         |                                      |
| Versiones                                    | Kiko Da Silva                        | Kiko Da Silva                        |                                      |
| Escape                                       | Marcos Calo                          | Marcos Calo                          |                                      |
| La luciérnaga                                | David Rubín                          | David Rubín                          |                                      |
| Montano y sus memorias de África             | Fernando Luna                        | Miguelanxo Prado                     |                                      |
| A familia Coello. El sheriff Murphy          | Sergio Covelo                        | Sergio Covelo                        |                                      |
| La ofrenda                                   | Santy Gutiérrez                      | Santy Gutiérrez                      |                                      |
| Qué me pasa, doctor?                         | Manel Cráneo                         | Manel Cráneo                         |                                      |
| Vernel                                       | Alberto Vázquez                      | Alberto Vázquez                      |                                      |
| Los demonios de la momia nenita              | Miguel Robledo                       | Miguel Robledo                       |                                      |
| Te visitará la muerte                        | Miguel Porto                         | Miguel Porto                         |                                      |
| Industrias Ángel Caído                       | Alberto Guitián                      | Alberto Guitián                      |                                      |

| Dos veces breve nº5                            | Dos veces breve nº5 | Dos veces breve nº5 | Dos veces breve nº5 |
| Obra                                           | Guió                | Il·lustració        |                     |
| ---------------------------------------------- | ------------------- | ------------------- | ------------------- |
| Gira la llave                                  | David Rubín         | David Rubín         |                     |
| Raíces                                         | J.M. Ken Niimura    | J. M. Ken Niimura   |                     |
| De robots y hombres                            | Rafa Infantes       | Rafa Infantes       |                     |
| Mi tía Magdalena                               | Rosita Canteras     | Sonia Pulido        |                     |
| No quería cerrar los ojos                      | Pepe Gálvez         | Alfons López        |                     |
| El gallo                                       | Juan Berrio         | Juan Berrio         |                     |
| Fuegos del fin del mundo                       | Jorge García        | Miguel A. Díez      |                     |
| Vidas paralelas                                | Pablo Velarde       | Pablo Velarde       |                     |
| Waldoo el perrito lazarillo y su ciego Paquito | Fermín Solís        | Fermín Solís        |                     |

| Dos veces breve nº6 Especial autorAs        | Dos veces breve nº6 Especial autorAs | Dos veces breve nº6 Especial autorAs | Dos veces breve nº6 Especial autorAs |
| Obra                                        | Guió                                 | Il·lustració                         |                                      |
| ------------------------------------------- | ------------------------------------ | ------------------------------------ | ------------------------------------ |
| La ciudad de las luces                      | Raquel Alzate                        | Raquel Alzate                        |                                      |
| Entrevista a Santiago Venezuela             | Dos Veces Breve                      | Dos Veces Breve                      |                                      |
| 1000 cerezos                                | Emma Ríos                            | Emma Ríos                            |                                      |
| Desorden transitorio de un fondo documental | Elena Cabrera                        | María Nuñez                          |                                      |
| Schopenhauer                                | Lola Sánchez                         | Lola Sánchez                         |                                      |
| Sin título                                  | Luci Gutiérrez                       | Luci Gutiérrez                       |                                      |
| Just married                                | Lola Lorente                         | Lola Lorente                         |                                      |
| Problemas vitales soluciones totales        | Sonia Pulido                         | Sonia Pulido                         |                                      |
| Calamity Jane                               | Carla Berrocal                       | Carla Berrocal                       |                                      |
| ¿Cómo voy a saber si eres tú?               | Olga Carmona                         | Olga Carmona                         |                                      |
| De espaldas a la muerte                     | Carlos Salgado                       | Esther Gili                          |                                      |

| Números | Data    | Títol                                        | Guionistes                        | Dibuixats                                                                                    |
| ------- | ------- | -------------------------------------------- | --------------------------------- | -------------------------------------------------------------------------------------------- |
| 16      | 10/2008 | La historia del cómic de E. H. Gombrich      | Santiago García                   | Manuel Bartual/Javier Olivares/ Javier Peinado/Bernardo Vergara/ Manel Fontdevila/Pepo Pérez |
| 16      | 10/2008 | La despedida                                 | Jorge García                      | Sagar Forniés                                                                                |
| 16      | 10/2008 | Sola                                         | Kike Benlloch                     | Manel Cráneo                                                                                 |
| 16      | 10/2008 | El espejo del alma                           | Juan Díaz Canales                 | Teresa Valero                                                                                |
| 16      | 10/2008 | No hay quinto malo                           | Francisco Naranjo/Lorenzo F. Díaz | Ricardo Machuca                                                                              |
| 16      | 10/2008 | El caniche del infierno                      | Stygryt                           | Dani Cruz                                                                                    |
| 16      | 10/2008 | Volverán                                     | Josep Busquet                     | Pere Mejan                                                                                   |
| 16      | 10/2008 | Todos me adoran                              | Álex Romero                       | Paco Peña                                                                                    |
| 16      | 10/2008 | Byron                                        | Raule                             | Paco Rodríguez                                                                               |
| 16, 17  | 10/2008 | Fito e Pita                                  | Alberto Guitián                   | Alberto Guitián                                                                              |
| 17      |         | Casi sin palabras                            | Mauro Entrialgo                   | Mauro Entrialgo                                                                              |
| 17      |         | Las cenizas de la abuela                     | Javier de Isusi                   | Javier de Isusi                                                                              |
| 17      |         | El defensor del pueblo                       | Ernesto Murillo                   | Ernesto Murillo                                                                              |
| 17      |         | Caín                                         | Manu Ortega                       | Manu Ortega                                                                                  |
| 17      |         | Duelo a muerte en Remhus VII                 | Álex Sanvi                        | Álex Sanvi                                                                                   |
| 17      |         | La cabritilla roja                           | Javi Quintana                     | Javi Quintana                                                                                |
| 17      |         | El gigante                                   | Basilio Tamayo                    | Danimaiz                                                                                     |
| 17      |         | El niño mudo                                 | Raquel Alzate                     | Raquel Alzate                                                                                |
| 17      |         | Vibraciones                                  | Leandro Alzate                    | Leandro Alzate                                                                               |
| 17      |         | El arte de pensar al revés (una y mil veces) | Borja Crespo                      | Borja Crespo                                                                                 |
| 17      |         | La fábrica de sueños                         | Infame & Co                       | Infame & Co                                                                                  |

## Premis
El 2010 el Saló Internacional del Còmic de Barcelona li va concedir el premi a la millor revista de còmic publicada a Espanya.